# Pantego (Texas)
Pantego è un comune degli Stati Uniti d'America, nella contea di Tarrant, nello Stato del Texas. Nel 2000 la popolazione ammontava a 2.318 abitanti, passati a 2.363 secondo una stima del 2007.

## Geografia fisica
Pantego ha un'area totale di 2.6 km². La parte sud della città confina con Dalworthington Gardens; entrambe le città sono circondate da Arlington.

## Società

### Evoluzione demografica
Secondo il censimento del 2000, la città è abitata da 2.318 persone per un totale di 720 famiglie. La densità della popolazione è 904,0/km². L'87,06% è bianca, l'8,58% di origine afroamericana, lo 0,22% è nativo americana, l'1,90% di origini asiatiche, lo 0,22% originaria delle isole pacifiche, lo 0.73% dalle altre razze e l'1.29% è originario da 2 o più razze. Il 63.0% degli abitanti è sposato. La media di figli per famiglia è tra 2,52 e 2,84. Il 22,3% della popolazione è di età inferiore ai 18 anni, il 6,1% dai 18 ai 24, il 21,8% dai 25 ai 44, il 27,6% dai 45 ai 64 e il 22,3% dai 65 anni in su. L'età media è 45 anni. Il reddito medio dei cittadini è $30.471. Il 5,7% delle famiglie rientra negli standard della povertà.

## Educazione
Nella città non ci sono università, ma nelle vicinanze c'è l'University of Texas ad Arlington (UTA). Comunque sono presenti scuole elementari e medie.